# Jurij Červaňov
Jurij Červanjev (15. ledna 1958 Baranavičy, Bělorusko) je bývalý sovětský atlet, běžec, sprinter a překážkář.

## Sportovní kariéra
Na začátku 80. let 20. století patřil k předním evropských překážkářům. V roce 1980 se stal halovým mistrem Evropy v běhu na 60 metrů překážek. Ve stejném roce doběhl v olympijském finále běhu na 110 metrů překážek osmý.